# Cupressus duclouxiana
Cupressus duclouxiana ist eine Pflanzenart aus der Familie der Zypressengewächse (Cupressaceae). Sie ist im Süden Chinas heimisch.

## Beschreibung
Cupressus duclouxiana wächst als immergrüner Baum der Wuchshöhen von bis zu 25 Meter und Brusthöhendurchmesser von bis zu 80 Zentimeter erreichen kann. Junge Bäume haben eine konisch geformte Krone, die mit zunehmendem Alter rundlich bis breit gewölbt wird. Diese besteht aus schlanken, dicht stehenden Ästen die gerade vom Stamm abgehen. Die dünnen, 0,8 bis 1 Millimeter dicken Zweige sind auf- oder absteigend aber niemals hängend.
Die schuppenartigen und gebogenen Blätter werden 1 bis 2 Millimeter lang und sind auf der Unterseite blaugrün gefärbt. Sie sind gezahnt. Die Blattspitzen sind spitz oder stumpf.
Die männlichen Blütenzapfen sind bei einem Durchmesser von 4 bis 7 Millimeter fast kugelig bis eiförmig geformt. Sie enthalten zwölf bis 20 Mikrosporophyllen. Die Zapfen sind bei einem Durchmesser von rund 1,5 bis 3,2 Zentimetern kugelig geformt. Anfangs sind sie blaugrün gefärbt. Zur Reife hin verfärben sie sich dunkelbraun bis purpurbraun. Sie bestehen aus sechs bis zehn Zapfenschuppen von denen jede mehrere Samenkörner trägt. Die braunen bis purpurbraunen Samen werden 3 bis 5 Millimeter lang. Jeder Samen weist drei Grate auf. Die Keimlinge haben zwei Keimblätter (Kotyledonen).
Die Chromosomenzahl beträgt 2n = 22.

## Verbreitung und Standort
Das natürliche Verbreitungsgebiet von Cupressus duclouxiana liegt in China. Man findet sie dort in den Gebirgen Südwest-Sichuan, Südost-Xizang sowie in Zentral- und Nordwest-Yunnan. Vermutlich gibt es auch Vorkommen in Guizhou.
Cupressus duclouxiana gedeiht in Höhenlagen von 1400 bis 3300 Metern. Sie wächst dort vor allem in trockenen und feuchten Nadelwäldern und an Berghängen.

## Nutzung
Das Holz von Cupressus duclouxiana ist in ihrer Heimat ein hochgeschätztes Bauholz. Es findet auch als Brennholz Verwendung. Vor allem in Europa wird Cupressus duclouxiana als Zierpflanze angebaut.

## Systematik
Die Erstbeschreibung als Cupressus duclouxiana erfolgte 1914 durch Paul Robert Hickel in Encycl. Econ. Sylvicult. 91, pl. 3, S. 419–424.
Die Art wird gelegentlich in zwei Unterarten unterteilt:
- Cupressus duclouxiana subsp. austrotibetica (Silba) Silba. Ein Synonym ist Cupressus austrotibetica Silba.
- Cupressus duclouxiana subsp. duclouxiana ist die Nominatform.

## Gefährdung und Schutz
Cupressus duclouxiana wird in der Roten Liste der IUCN als „stark gefährdet“ geführt. Als Hauptgefährdungsgrund wird die Schlägerung der Wälder zur Gewinnung von Ackerland und Siedlungsflächen genannt. Dazu kommt, dass die Bestände der Art verstreut sind.